# Pawęzów (województwo małopolskie)
Pawęzów – wieś położona w południowo-zachodniej części gminy Lisia Góra, w powiecie tarnowskim, w województwie małopolskim. Jest jednym z 11 sołectw gminy Lisia Góra.

## Położenie
Pawęzów leży na Płaskowyżu Tarnowskim.
Od północy graniczy z miejscowością Śmigno, od wschodu z Brzozówką, południa z miastem powiatowym, Tarnowem, od zachodu z miejscowością Łęg Tarnowski.

## Historia[4]
W 1229 roku wieś Pawęzów w części należała do opactwa Benedyktynów Tynieckich, a w części była własnością szlachecką i ta część z początkiem XIV wieku przeszła w ręce założyciela miasta Tarnowa Spycimira Leliwity. W 1364 roku syn Spycimira, Rafał Leliwita wykupił od Benedyktynów drugą część wsi i aż do 1848 roku należała ona do dóbr hrabstwa tarnowskiego, które było we władaniu kolejnych rodów Tarnowskich, Ostrogskich, Zasławskich, Zamoyskich, Lubomirskich, Radziwiłłów i wreszcie Sanguszków.
Wieś wielokrotnie nawiedzały klęski epidemiczne. W XVII wieku była to tak zwana „czarna śmierć” (dżuma), na początku XIX – epidemia żółtej febry, a w latach 1831, 1855 i 1893 epidemia cholery. Nieurodzaje z 1845 roku przyniosły pierwszą falę głodu. Dwa lata później z powodu zarazy ziemniaczanej zmarło wielu mieszkańców wsi.
Po pierwszym zaborze, w 1772 roku, wieś dostała się pod panowanie Austrii.
Dość obszerny opis zawarty w Słowniku Geograficznym Królestwa Polskiego z 1884 roku mówi: „Pawęzów z Marszówką i Zagórzem, wieś, powiat tarnowski, parafia rzymskokatolicka we Lisiej Górze. Leży w okolicy falistej o małych wzniesieniach (211 do 270). Przez wieś ciągnącą się długą ulicą prowadzi droga gminna do Tarnowa (5 km), nadto odnoga drogi powiatowej do Łęgu, gdzie się łączy z gościńcem z Tarnowa do Żabna. Wieś składa się z 96 domów i 545 mieszkańców, w tym 521 katolików i 21 Żydów (...). Zagórze leży przy gościńcu z Tarnowa do Dąbrowy i ma karczmę. Obszar dworski ks. Sanguszków ma 2 domy i 28 mieszkańców, 279 roli, 19 łąk i ogrodów, 7 pastwisk 4 mr. lasu (...). Jest tutaj kasa pożyczkowa gminna z kapitałem 306 zł i dwie kaplice murowane, prywatna, nie posiadająca żadnych przywilejów, i publiczna, w której się nabożeństwa cztery razy w roku odprawia. Dawniej było tu bractwo różańcowe, które teraz zamieniono na towarzystwo. Pawęzów graniczy na wschodzie z Lisią Górą i Zaczarniem, na południu z Krzyżem, a na zachodzie z Bobrownikami Wielkimi i Łęgiem”.
Pod koniec XIX wieku mieszkańcy wsi coraz częściej włączają się w życie polityczne i patriotyczne regionu. Uwidacznia się to zwłaszcza po 1895 roku, kiedy to utworzono Stronnictwo Ludowe. Na tym terenie działał jeden z jego przywódców, późniejszy premier, Wincenty Witos z Wierzchosławic.
W okresie I wojny światowej wzrosły nadzieje na odzyskanie niepodległości. Kilku młodych chłopców z wsi uczestniczyło w pracach Polskich Drużyn Strzeleckich w Tarnowie, a następnie dołączyli do I Brygady i II Brygady Legionów Polskich.
Półtora miesiąca przed odzyskaniem w 1918 roku przez Polskę niepodległości, w nocy z 3o na 31 października, Tarnów i jego okolice stały się wolne od panowania Austriaków, w tym również Pawęzów.
W dwudziestoleciu międzywojennym w Pawęzowie powstało koło PSL-Piast i koło Młodzieży Wiejskiej „Wici”.
8 września 1939 roku dla mieszkańców Pawęzowa rozpoczęła się II wojna światowa. Wielu z nich musiało przymusowo pracować na rzecz Niemców, kilkoro młodych mężczyzn i dziewcząt wywieziono na roboty do Niemiec. Mimo terroru i zagrożenia życia członkowie „Wici” włączyli się do konspiracji pod patronatem Batalionów Chłopskich i Armii Krajowej. Dla uczczenia ich pamięci 28 października 1973 roku odsłonięto na ścianie frontowej dawnego Domu Ludowego w Pawęzowie tablicę pamiątkową. Dzisiaj znajduje się ona na pomniku poległych obok kościoła parafialnego. Upamiętniono na niej: Józefa Bogacza, Mieczysława Kiełbasę i Jana Moskala oraz zamordowanego w Miednoje, Wojciecha Wałaszka.
Wśród mieszkańców wsi żywa jest pamięć o bestialsko rozstrzelanych w lesie Sośnina (leżącym na pograniczu Pawęzowa i Brzozówki) jedenastu mężczyzn i dwóch kobiet, nieznanych bliżej więźniów przywiezionych z Tarnowa. Ich szczątki złożono na cmentarzu w Lisiej Górze.
18 stycznia 1945 roku Pawęzów został wyzwolony.	
Jeszcze przed II wojną światową mieszkańcy postanowili wybudować kościół, gdyż do tej pory na nabożeństwa udawali się do kościoła parafialnego w Lisiej Górze bądź w Krzyżu. Wybuch wojny uniemożliwił jednak budowę, którą rozpoczęto w 1948 roku kładąc fundamenty. W wyniku braku zgody władz i odpowiednich planów znów odłożono budowę w czasie.

Dopiero w 1956 prace wznowiono, a budowę ukończono w 1958 roku. Poświęcenia dokonał ksiądz biskup sufragan tarnowski Karol Pękala w dniu 1 czerwca 1956 roku. Jednak parafią Pawęzów został dopiero w 1980 roku, a jej pierwszym proboszczem został ks. Jan Bereś.
W latach pięćdziesiątych sąsiednią wieś Krzyż przyłączono do Tarnowa, Pawęzów więc stał się wsią graniczną z miastem Tarnów. W 1984 roku część terenów należących do Pawęzowa włączono do nowo utworzonej wsi Brzozówka. W latach 1975–1998 miejscowość położona była w województwie tarnowskim.
W Pawęzowie działała czteroklasowa szkoła podstawowa, a po jej ukończeniu uczniowie kontynuowali naukę w ośmioklasowej Szkole Podstawowej w Krzyżu. W rozwijaniu życia kulturalnego wsi pomagał Dom Ludowy oraz Gminny Ośrodek Kultury w Śmignie. W roku szkolnym 1993/1994 oddano do użytku nowy budynek szkoły, oraz uruchomiono nauczanie w klasach 4-8.
W 2007 roku wzdłuż głównej drogi, na odcinku Tarnów – Śmigno został zbudowany chodnik-ścieżka rowerowa, połączona ze ścieżką rowerową biegnącą wzdłuż ulicy Krzyskiej w Tarnowie.
W 2010 r. oddano do użytku nową salę gimnastyczną przy szkole.

## Edukacja
Na terenie wsi działa obecnie ośmioklasowa Szkoła Podstawowa im. Batalionu „Barbara” Armii Krajowej i oddział przedszkolny.
11 listopada 2010 r. z okazji gminnych obchodów Święta Niepodległości oraz obchodów stulecia istnienia szkoły w Pawęzowie, nadano jej imię Batalionu AK „Barbara” oraz otwarto nowo wybudowaną salę gimnastyczną.

## Parafia rzymskokatolicka
Początkowo Pawęzów należał do parafii w Lisiej Górze, parafianie uczestniczyli też w nabożeństwach w sąsiednim Krzyżu. Staraniem mieszkańców w 1958 roku ukończono budowę i poświęcono murowany kościół pod wezwaniem Najświętszej Maryi Panny Królowej Świata. W nim wikariusze parafii Lisia Góra, a później przez trzy lata ks. Józef Kornaus, odprawiali niedzielne msze święte. W październiku 1962 rolę tę przejął ks. rektor Karol Mazur, który sprawował ją do czerwca 1965. 22 lipca 1965 roku ks. biskup Jerzy Ablewicz nowym rektorem mianował ks. Jana Beresia. Mimo wcześniejszych starań dopiero w 1980 r. Pawęzów uzyskał rangę parafii, a pierwszym proboszczem został ówczesny rektor.
Prócz kościoła, przy głównej drodze w Pawęzowie znajduje się kapliczka, w której odbywa się pierwsze nabożeństwo majowe. Do niej zwykle udaje się procesja w Boże Ciało.
Odpust parafialny wypada w niedzielę po 22 sierpnia.
Parafia należy do dekanatu Tarnów Północ Diecezji tarnowskiej.

### Proboszczowie i rektorzy parafii
- 2007 – nadal – ks. Tadeusz Wszołek
- 2000 – 2007 – ks. Antoni Piś
- 1980 – 2000 – ks. Jan Bereś – proboszcz
- 1965 – 1980 – ks. Jan Bereś – rektor
- 1962 – 1965 – ks. Karol Mazur – rektor